# Zgornja Kapla
Zgornja Kapla este o localitate din comuna Podvelka, Slovenia, cu o populație de 200 de locuitori.